# Okres Náchod
Náchod (Duits: Nachod) is een district (Tsjechisch: Okres) in de Tsjechische regio Hradec Králové. De hoofdstad is Náchod. Het district bestaat uit 78 gemeenten (Tsjechisch: Obec). De okres loopt van het Reuzengebergte tot aan het Adelaarsgebergte.

## Lijst van gemeenten
De obce (gemeenten) van de okres Náchod. De vetgedrukte plaatsen hebben stadsrechten. De cursieve plaatsen zijn steden zonder stadsrechten (zie: vlek).
Adršpach - Bezděkov nad Metují - Bohuslavice - Borová - Božanov - Broumov - Brzice - Bukovice - Černčice - Červená Hora - Červený Kostelec - Česká Čermná - Česká Metuje - Česká Skalice - Dolany - Dolní Radechová - Hejtmánkovice - Heřmanice - Heřmánkovice - Horní Radechová - Hořenice - Hořičky - Hronov - Hynčice - Chvalkovice - Jaroměř - Jasenná - Jestřebí - Jetřichov - Kramolna - Křinice - Lhota pod Hořičkami - Libchyně - Litoboř - Machov - Martínkovice - Mezilečí - Mezilesí - Meziměstí - Nahořany - Náchod - Nové Město nad Metují - Nový Hrádek - Nový Ples - Otovice - Police nad Metují - Provodov-Šonov - Přibyslav - Rasošky - Rožnov - Rychnovek - Říkov - Sendraž - Slatina nad Úpou - Slavětín nad Metují - Slavoňov - Stárkov - Studnice - Suchý Důl - Šestajovice - Šonov - Teplice nad Metují - Velichovky - Velká Jesenice - Velké Petrovice - Velké Poříčí - Velký Třebešov - Vernéřovice - Vestec - Vlkov - Vršovka - Vysoká Srbská - Vysokov - Zábrodí - Zaloňov - Žďár nad Metují - Žďárky - Žernov
Hradec Králové · Jičín · Náchod · Rychnov nad Kněžnou · Trutnov